# Громаковский, Юрий Анатольевич
Юрий Анатольевич Громаковский (бел. Юрый Анатольевіч Грамакоўскі, род. 6 мая 1969, Барановичи, Барановичский район, Брестская область, Белорусская ССР, СССР) — белорусский государственный деятель. «Человек года Брестской области» (2012).

## Биография
Родился 6 мая 1969 года в Барановичах.
В 1993 году окончил Белорусскую государственную политехническую академию по специальности «производство строительных изделий и конструкций», в 1999 — Минский институт современных технологий и маркетинга по специальности «менеджмент», в 2008 —  Академию управления при Президенте Республики Беларусь по специальности «государственное управление национальной экономикой».
20 лет проработал на различных должностях Барановичского комбината железобетонных конструкций. С 2000 года и до момента назначения на пост Председателя Барановичского городского исполнительного комитета работал директором этого предприятия.
В 2012 году Юрию Громаковскому был присвоено звание «Человек года Брестской области».
22 октября 2013 года по решению Президента Республики Беларусь Александр Лукашенко был назначен на должность Председателя Барановичского городского исполнительного комитета.
Являлся депутатом Барановичского городского Совета депутатов 26-го созыва (15 избирательный округ).

## Награды
- Почётная грамота Совета Министров Республики Беларусь;
- Почётная грамоты Министерства архитектуры и строительства Республики Беларусь;
- Нагрудный знак «Почётный строитель» (бел. «Ганаровы будаўнiк»)[6].

## Личная жизнь
Женат, двое детей – сын, 1998 года рождения и дочь, 2001 года рождения.